# Lasioglossum chalcochiton
Lasioglossum chalcochiton is een vliesvleugelig insect uit de familie Halictidae. De wetenschappelijke naam van de soort is voor het eerst geldig gepubliceerd in 1911 door Vachal.